# Armure mycénienne de Dendra
L’armure mycénienne de Dendra est une armure d'époque mycénienne trouvée dans les fouilles de la nécropole de Dendra, village grec d'Argolide, en 1960. Datée de la fin du XVe siècle av. J.-C., c'est la plus ancienne armure complète découverte en Europe.

## Découverte
L'armure a été découverte en 1960 lors des fouilles de l'Institut suédois à Athènes, dirigées par Paul Åström et l'archéologue grec N. Verdelis. Elle provient de la tombe no 12, une tombe de 2 m sur 2,5 m précédée d'un couloir d'entrée.
Elle est exposée au musée archéologique de Nauplie.

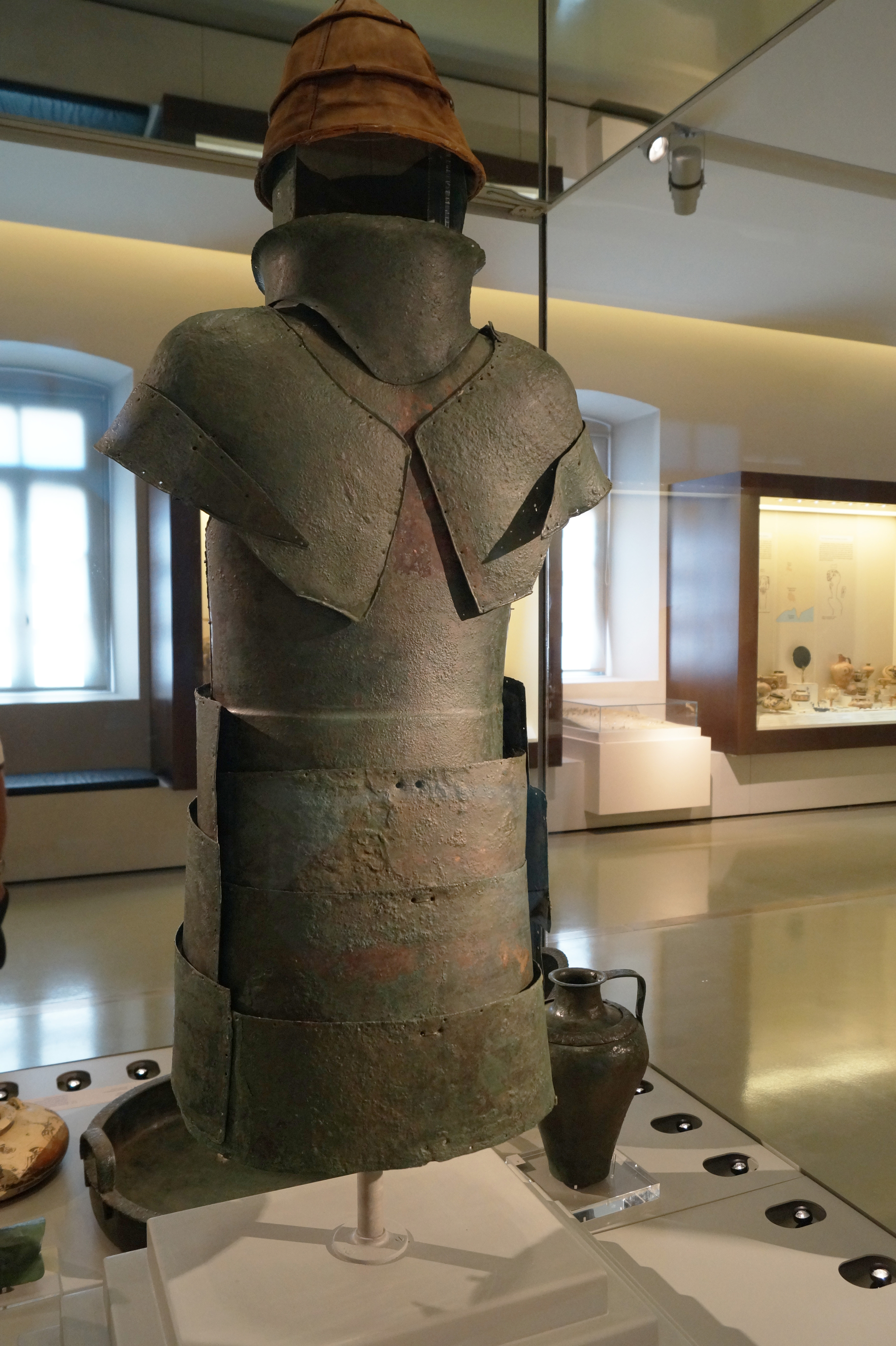
Armure de Dendra, vue de dos

## Description
L'armure est constituée de quinze pièces de bronze, qui sont attachées entre elles par des sangles en cuir : deux pièces reliées par des charnières du côté gauche protégeaient le torse et le dos ; par-dessus, une pièce couvrait chaque épaule de l'avant à l'arrière ; deux plaques triangulaires attachées aux précédentes protégeaient les aisselles du combattant lorsqu'il avait le bras levé ; un large gorgerin remontait haut sur le cou ; l'abdomen et les cuisses étaient protégés par trois paires de demi-bandes incurvées. 
Cette armure protégeait le guerrier de la nuque jusqu'aux genoux. À cela s'ajoutaient vraisemblablement des jambières et des brassards, dont on a retrouvé des fragments dans la tombe.
Le casque est fait de défenses de sanglier fixées sur un bonnet de cuir, selon un modèle connu par ailleurs à la même époque, notamment à Mycènes et à Cnossos, et décrit par Homère dans l'Iliade.